# Rolf Ulmschneider
Rolf Ulmschneider (* 20. Jahrhundert) ist ein ehemaliger deutscher Fußballspieler. 

## Karriere
Rolf Ulmschneider spielte Erstligafußball nach dem Zweiten Weltkrieg in der Oberliga Süd. Dort absolvierte er 11 Spiele für die Stuttgarter Kickers.